# دستگاه (موسیقی)
دستگاه‌های موسیقی ایرانی یا به شکل خلاصه دستگاه اصطلاحی در موسیقی سنتی ایرانی است که به مجموعه‌ای از چند نغمه (گوشه) گفته می‌شود که با هم در گام، کوک، و فواصل نت هم‌آهنگی دارند.
بیشتر منابع معاصر هفت دستگاه را بر می‌شمرند و علاوه بر آن، پنج آواز نیز مطرح می‌کنند که هر کدام زیرمجموعهٔ یکی از این هفت دستگاه است. این دستگاه‌ها عبارتند از همایون، ماهور، شور، سه‌گاه، چهارگاه، راست‌پنج‌گاه، و نوا. با این حال، برخی منابع آوازهایی که توسط دیگران جزو ملحقات دستگاه شور و همایون طبقه‌بندی می‌شوند را نیز یک دستگاه جداگانه می‌دانند و تعداد کل دستگاه‌ها را ۱۲ یا ۱۳ عدد برشمرده‌اند. گوشه‌های دستگاه‌ها در قالب مجموعه‌ای به نام ردیف گردآوری می‌شوند. معمولاً دستگاه‌ها با گوشه‌ای به نام «درآمد» آغاز می‌شوند که در آن مُدِ اصلی دستگاه معرفی می‌شود. گوشه‌های بعدی در دستگاه معمولاً آن را به سمت نت‌های زیرتر می‌برند که به آن «اوج» گفته می‌شود. دستگاه‌ها نهایتاً از طریق گوشه‌های دیگری به مد اصلی خود «فرود» می‌کنند.
بین دستگاه‌های مختلف روابطی برقرار است. برخی گوشه‌ها در بیشتر از یک دستگاه دیده می‌شوند که این امر می‌تواند پرده‌گردانی از یک دستگاه به دستگاه دیگر را میسر سازد. اگر چه تعداد دستگاه‌ها دست کم هفت مورد دانسته می‌شود، اما از نظر فواصل و مد موسیقایی، آن‌ها را به چهار یا پنج گروه تقسیم‌بندی می‌کنند و این اشتراکات فواصل نیز زمینه‌ساز رابطهٔ بین دستگاه‌ها است. از بین دستگاه‌های موسیقی ایرانی، دستگاه شور مهم‌ترین دانسته می‌شود و موضوع تحقیقات بسیاری نیز بوده‌است.

## تعریف
دستگاه عبارت است از مجموعه‌ای از گوشه‌ها که بر اساس منطقی درونی به‌طور سنتی کنار هم قرار گرفته‌اند و معمولاً دارای مدهای خاص خود می‌باشند. به نظر می‌رسد که ترتیب گوشه‌های یک دستگاه مبتنی بر ملایمت باشد؛ هر دستگاه از گوشهٔ خاصی شروع شده و به همان گوشه نیز ختم می‌شود. دستگاه به عنوان یک مجموعه به موسیقی‌دانان کمک می‌کند تا فواصل مربوط به هر گوشه و رابطه‌اش با دیگر گوشه‌های دستگاه را تشخیص بدهند.
لفظ «دستگاه» به عقیدهٔ بیشتر نظریه‌پردازان، اشاره به موقعیت دست روی دستهٔ سازهایی نظیر تار و سه‌تار دارد (یعنی متشکل است از دست + «گاه» به معنی موقعیت، مثل «ایستگاه» یا «پاسگاه»). با این حال عده‌ای نیز معتقدند که گاه در واقعه ریشه در «گات» دارد و آن را به متون اوستایی مرتبط می‌دانند. پیروان دیدگاه اول، اشاره می‌کنند که به پرده‌های ساز نیز در گذشته «دستان» گفته می‌شود و لذا نام دستگاه‌ها (نظیر سه‌گاه و چهارگاه) به قرار گرفتن دست روی این دستان‌ها اشاره دارد.
واژهٔ دستگاه به معنای موسیقایی‌اش ظاهراً اولین بار در رساله‌ای با نام رساله در بیان علم موسیقی و دانستن شعبات او به کار رفته‌است. این رساله احتمالاً پیش از ۹۷۴ ه‍.ق نگارش شده‌است و در آن برخی از مقام‌های موسیقی «صاحب دستگاه» توصیف شده‌اند.

## تاریخچه
تا پیش از جدایی موسیقی ایران از موسیقی عثمانی، موسیقی در تمام این نقاط بر اساس مقام‌ها توضیح و آموزش داده می‌شد. شروع جدایی موسیقی ایران از عثمانی احتمالاً به دورهٔ تیموریان بر می‌گردد. در قرن سیزدهم و چهاردهم میلادی (مصادف با حکومت ایلخانیان و تیموریان در ایران)، در موسیقی شرق آناتولی مفهوم مقام رشد پیدا می‌کند و این موسیقی، با آنچه در ایران و هرات (افغانستان امروزی) نواخته می‌شده تفاوت پیدا می‌کند از دید رافائل کیزوتر، همزمان با این تحولات موسیقی ایران به واسطهٔ ارتباط با غرب، تصمیم به تغییر اساسی در تئوری موسیقی خود می‌گیرد و تنها نام دوازده مقام و شش آواز اصلی را نگاه می‌دارد و برای تمام مفاهیم دیگر نام‌ها یا مقولات فارسی می‌سازد تا جایگزین مقولات عربی کند. یکی از نتایج این تحولات، پیدایش دستگاه‌های موسیقی (به عنوان نوع جدیدی از تقسیم‌بندی ملودهای موسیقی ایرانی است).
واژه «دستگاه» به احتمال زیاد از زمان سلسله قاجاریه در موسیقی ایرانی معمول شده‌است. این کلمه که در حقیقت جایگزین واژه «مقام» گردیده، خود از دو کلمه «دست» و «گاه» ترکیب یافته‌است. در موسیقی قدیم ایران، «گاه» به معنای پرده ساز بوده‌است؛ بنابراین دستگاه یعنی چگونگی قرار گرفتن انگشتان دست بر روی پرده‌های ساز که در هر مقامی شکل خاص خود را دارد. به عقیدهٔ محسن حجاریان، اولین کاربرد لفظ «دستگاه» به معنای کنونی‌اش به رساله‌های زمان آقابابا مخمور بر می‌گردد که موسیقی‌دانی در دربار فتحعلی شاه قاجار بود. او تعداد دستگاه‌ها را دوازده عدد و نام آن‌ها را چنین نامگذاری کرده بود: راست‌پنج‌گاه، نوا نِشابور، همایون، ماهور، رُهاب، شول [شور] و شهناز، چهارگاه مخالف، سه‌گاه، دوگاه، زابل، عَشیران، نیریز.
شکل‌گیری دستگاه‌ها احتمالاً متأثر از مفهومی دیگر به نام «شَدّ» (جمع: شدود) بوده‌است. دَورَه‌بیگ کَرامی (سفره‌چی در دربار شاه عباس صفوی که موسیقی و شاعری نیز می‌دانست)، در رسالهٔ معرفت علم موسیقی از شدود چهارگانه نام برده‌است. در هر «شد» تعدادی از مقام‌ها، آوازها یا شعبه‌ها به دنبال هم اجرا می‌شدند و شروع و خاتمهٔ هر «شد» همیشه مقام یا شعبهٔ واحدی بوده‌است؛ از این جهات مفهوم دستگاه و «شد» با هم شباهت دارند. همچنین در رسالهٔ در بیان چهار دستگاه اعظم که احتمالاً در قرن سیزدهم هجری نگارش شده، «دستگاه راست» از جملهٔ «چهار شد اعظم» دانسته شده‌است. از این رساله می‌توان چنین استنباط کرد که احتمالاً دستگاه‌های دیگری نیز به جز چهار دستگاه اعظم وجود داشته؛ عنوان رسالهٔ دیگری به نام دربارهٔ شش دستگاه اصل و شش دستگاه فرد که احتمالاً در دورهٔ قاجاریه نگارش شده نیز بر این امر صحه می‌گذارد.
اولین سند مکتوب از تقسیم‌بندی دستگاه‌ها به شکلی که امروز متداول است، بحورالالحان اثر فرصت‌الدوله شیرازی است. این اثر در سال ۱۹۰۴ در بمبئی به چاپ رسید، و فقط گوشه‌های هر دستگاه را فهرست می‌کند اما اشاره‌ای به ساختار دستگاه نمی‌کند و گوشه‌ها را نیز به نت نیاورده‌است. در اواخر قاجاریه، دو فرزند علی‌اکبر فراهانی به نام میرزاعبدالله و آقاحسینقلی دستگاه‌ها را به صورت مجموعه‌ای تحت عنوان ردیف گردآوری و تدوین کردند. آن‌ها ردیف را به نسل بعدی موسیقی‌دانان ایرانی نظیر اسماعیل قهرمانی، نورعلی برومند، درویش‌خان و علینقی وزیری آموزش دادند. از این میان، وزیری اولین کسی بود که به‌طور رسمی با موسیقی غربی آشنا بود (او در آلمان و فرانسه در این باره تعلیم دیده بود). او با توسعهٔ نت‌نویسی غربی برای نمایش ریزپرده‌های رایج در موسیقی دستگاه، اقدام به نت‌نویسی چندین گوشه از هر دستگاه کرد و اولین ردیف مکتوب برای ساز را نگارش کرد. از آن زمان، نسخه‌های مختلفی از ردیف به صورت صوتی و مکتوب گردآوری و منتشر شده‌اند (ر.ک. مقالهٔ ردیف (موسیقی)).

## ساختار

### اجزا
| دستگاه/آواز | اوج           |
| ----------- | ------------- |
| شور         | شهناز         |
| سه‌گاه       | مخالف سه‌گاه   |
| چهارگاه     | مخالف چهارگاه |
| راست‌پنج‌گاه  | عشاق          |
| همایون      | بیداد         |
| نوا         | عشاق          |
| ماهور       | شکسته         |
| ابوعطا      | حجاز          |
| افشاری      | عراق          |
| دشتی        | عشاق          |
| بیات ترک    | شکسته         |
| اصفهان      | عشاق          |

هر دستگاه از چندین گوشه تشکیل شده‌است. به‌طور سنتی، این گوشه‌ها معمولاً در یک قالب دایره‌ای پنج قسمتی اجرا می‌شوند که شامل پیش‌درآمد، چهارمضراب، آواز، تصنیف و رنگ است. محسن حجاریان تمام گوشه‌های دستگاه را در قالب دو بخش کلی تقسیم می‌کند: درآمد و اوج. به گفتهٔ او اوج معمولاً یک فاصلهٔ چهارم درست یا پنجم درست بالاتر از درآمد قرار دارد. هرمز فرهت معتقد است ترتیب گوشه‌ها در ردیف بیشتر از آن که بر اساس منطق باشد، بر اساس سنّت است.
تقریباً در تمام ردیف‌ها برای هر یک از دستگاه‌ها یک یا چند گوشه به اسم درآمد تعریف می‌شود. این گوشه معمولاً در ابتدای اجرای دستگاه یا در انتهای اجرای گوشه‌های دیگر نواخته می‌شود و نقش آن تأکید بر فضای تونالِ حول و حوش نت پایه دستگاه است. تنها استثنای مهم این قاعده، در آواز دشتی است (که توسط برخی، یک دستگاه دانسته می‌شود) چرا که این آواز درآمد ندارد و معمولاً با گوشه‌ای به نام «حاجیانی» آغاز می‌شود. درآمد نقش برجسته‌ای در شناخت دستگاه دارد چرا که مُدِ مَبنا را معرفی می‌کند (یعنی مدی که در سراسر اجرای دستگاه به آن از طریق انگاره‌های ملودیکی به نام فرود برگشت داده می‌شود). گوشه‌های آغازین (درآمد) و پایانی (فرود)، مبنای شناسایی و تعیین نام دستگاه‌ها هستند.
بقیهٔ گوشه‌های یک دستگاه معمولاً با یک ترتیب مشخص در ردیف معرفی می‌شوند و این ترتیب بین ردیف‌های مختلف کمابیش یکسان است. معمولاً ترتیب گوشه‌ها در ردیف به شکل بالارونده (از گوشه‌های بمتر به گوشه‌های زیرتر) است. برای مثال، در بیشتر ردیف‌ها، گوشه‌های دستگاه چهارگاه به این ترتیب معرفی می‌شوند: درآمد (متکی بر نت پایهٔ دستگاه)، زابل (متکی بر درجهٔ سوم)، حصار (درجهٔ پنجم)، مخالف (درجهٔ ششم)، مویه (درجهٔ چهارم)، مغلوب (درجهٔ هشتم، به خصوص بازهٔ درجات پنجم تا هشتم)، و منصوری (درجهٔ هشتم، به خصوص بازهٔ درجات هفتم تا دهم). به مجموعهٔ این گوشه‌ها، که در درجات بالاتری از درآمدها اجرا می‌شوند، «اوج» گفته می‌شود. گوشه‌های اوج معمولاً مهم‌ترین گوشه‌های دستگاه تلقی می‌شوند؛ مثلاً در دستگاه شور، گوشهٔ شهناز اوج دستگاه را تشکیل می‌دهد و از مهم‌ترین گوشه‌های شور برشمرده می‌شود چرا که این گوشه با بیشترین تکاپو و پرحرارت اجرا می‌شود. در آوازها هم همین وضع جاری است، چنان‌که در آواز ابوعطا هم درآمد گوشه‌ای آرامتر است و حجاز (که اوج ابوعطا را تشکیل می‌دهد) پرشور و پر انرژی است. برخی دستگاه‌ها چند گوشه در اوج دارند، مثلاً در ردیف کریمی، برای دستگاه شور چهار گوشه در اوج ذکر شده (شهناز، قرچه، رضوی و بزرگ) و در ردیف میرزاعبدالله برای آواز ابوعطا سه گوشه در اوج ذکر گردیده (سَیَخی، حجاز و بسته‌نگار).
در انتهای ردیفِ یک دستگاه، معمولاً یک یا چند گوشه با نام فرود معرفی می‌شوند که وظیفه‌شان بازگرداندن موسیقی به درجهٔ اول دستگاه است؛ مثلاً در دستگاه چهارگاه، می‌توان از منصوری به درآمد فرود آمد. گوشه‌های فرود یک نقش دیگر هم دارند و آن بازگشت از دستگاهی دیگر به دستگاه اولیه است؛ مثلاً وقتی از دستگاه چهارگاه با استفاده از گوشه‌های حصار یا مویه به دستگاهی دیگر پرده‌گردانی شود، می‌توان دوباره با کمک گوشهٔ فرود، به چهارگاه بازگشت. برخلاف گوشه‌هایی نظیر حصار یا مویه که معمولاً نت‌هایی خارج از چارچوب اصلی دستگاه را در خود دارند (و از همین طریق امکان پرده‌گردانی را فراهم می‌کنند)، درآمد و فرود معمولاً نت‌هایشان محدود به نت‌های اصلی دستگاه است. گوشهٔ فرود را همهٔ ردیف‌ها برای همهٔ دستگاه‌ها تعریف نمی‌کنند و بسیار پیش می‌آید که فرودهای کوتاهی که در انتهای اجرای یک گوشهٔ دیگر اجرا می‌شوند را یک گوشهٔ مستقل در نظر نگیرند.

### گام و فواصل
گام هر دستگاه ترکیبی از فواصل گوناگون با کرسی‌بندی گوشه‌هاست که از اوزان «باز و بسته» برخوردار است. نغمات در دستگاه از بم به زیر در حرکت است و دوباره از زیر به بم برمی‌گردد؛ این حرکت، روی برخی از درجات مطبوع ایست می‌کند و سپس با فرودی مشخص، به محور اصلی بازمی‌گردد.
فواصلی که در گام دستگاه‌های موسیقی ایرانی دیده می‌شوند اصولاً از چهار نوع هستند: دوم بزرگ (حدود ۲۰۰ سنت)، دوم خنثی (حدود ۱۵۰ سنت)، دوم کوچک (حدود ۱۰۰ سنت)، و دوم بیش‌بزرگ (حدود ۲۵۰ سنت). اگر فراوانی هر کدام از این فواصل در تمام گام‌های دستگاه‌های موسیقی ایرانی شمرده شود، دوم بزرگ ۳۲ بار، دوم خنثی ۱۷ بار، دوم کوچک ۱۱ بار و دوم افزوده ۳ بار استفاده می‌شوند. اگر تمام گام موسیقی ایرانی برهم منطبق شود، در هر اکتاو نیاز به دست کم ۱۵ پردهٔ مختلف است؛ اما یک اکتاو در گام هر دستگاه تنها متشکل از هفت پرده است.

### ضرب‌آهنگ
گوشه‌های یک دستگاه به‌طور کلی به دو دسته قابل تقسیم هستند: آن‌هایی که ضرب‌آهنگ (ریتم) مشخص ندارند، و آن‌هایی که متر (وزن) مشخصی دارند و این وزن عامل مهمی در ماهیت آن‌هاست. برای مثال گوشه‌های «کرشمه» یا «چهارمضراب» متریک هستند. گوشه‌های غیر ریتمیک اگر چه متر ثابتی ندارند، اما معمولاً در مطابقت با اوزانی عروضی اجرا می‌شوند. به‌طور کلی در اجرای آوازی دستگاه‌ها، تصنیف (قطعهٔ آوازی با متر مشخص) جایی ندارد و این تنها قطعات سازی هستند که متر مشخص دارند.

## تقسیم‌بندی

### تعداد دستگاه‌ها
بیشتر متون امروزی، ردیف موسیقی ایرانی را به هفت دستگاه تقسیم می‌کنند و در کنار آن چند آواز نیز بر می‌شمرند (دست کم سه مورد آواز دشتی، آواز ابوعطا، آواز بیات ترک، اگر چه برخی آواز شوشتری، آواز بیات کرد، و آواز بیات اصفهان را نیز بر می‌شمرند). در تعداد این متعلقات (آوازها) اختلاف نظر وجود داشته‌است، ولی رایج‌ترین تقسیم‌بندی‌ها متشکل از هفت دستگاه (شور، ماهور، سه‌گاه، چهارگاه، راست‌پنج‌گاه، همایون، نوا) و پنج آواز (افشاری، دشتی، ابوعطا، بیات ترک، و بیات اصفهان) هستند. برخی (از جمله محسن حجاریان) این تقسیم‌بندی و به خصوص انتخاب نام «آواز» برای ملحقات دستگاه‌ها را به علینقی وزیری نسبت می‌دهند. اما معرفی هفت دستگاه به شکل امروزی، پیش از وی و توسط فرصت شیرازی در بحورالالحان انجام شده‌است، و تقسیم‌بندی پنج آواز به عنوان ملحقات آن دستگاه‌ها نیز احتمالاً توسط علی‌اکبر فراهانی و فرزندانش صورت گرفته‌است.
با این حال در تقسیم‌بندی‌های قدیمی‌تر (اوایل قرن بیستم)، برخی نظریه‌پردازان دوازده دستگاه برمی‌شمردند، و پنج مورد از آوازهای یادشده را نیز جزو دستگاه‌ها برمی‌شمردند. برای مثال، گن‌ایچی تسوگه ابوعطا را جزو دستگاه‌ها برمی‌شمرد و ژان دورینگ نیز تعداد دستگاه‌ها را دوازده عدد ذکر می‌کند (که در شش یا هفت گام اجرا می‌شوند). هرمز فرهت نیز تعداد دستگاه‌ها را دوازده عدد ذکر می‌کند، که این امر اساساً به آن خاطر است که فرود (بازگشت به درآمد دستگاه) در این‌ها متفاوت است (مثلاً فرود بیات اصفهان متفاوت از فرود دستگاه همایون است). برونو نتل با استناد به تحقیقات دیگران نشان داده‌است که گوشه‌هایی که قابلیت پرده‌گردانی دارند در قرن اخیر بیشتر مورد توجه بوده‌اند، چنان‌که حتی برخی از آن‌ها به‌طور مستقل از دستگاهی که به آن وابسته بودند، اجرا می‌شوند و در حال تبدیل به یک دستگاه مستقل هستند؛ او از این جمله به بیات کرد اشاره می‌کند (مشتق از دستگاه شور، با افزودن درجهٔ پنجم به اندازهٔ نیم پرده) و آن را در حال تبدیل به یک دستگاه جداگانه می‌داند. برخی محققان دیگر از جمله ژان دورینگ و هرمز فرهت هم به این روند شکل‌گیری دستگاه‌های جدید صحه گذاشته‌اند. همچنین آقابابا مخمور که اولین کاربرد واژهٔ «دستگاه» به او نسبت داده شده نیز دوازده دستگاه برشمرده‌است اگر چه نام‌های آن‌ها با نام دستگاه‌های امروزی مطابقت کامل ندارد. رسالهٔ دیگری که احتمالاً در دورهٔ قاجار نوشته شده‌است نیز موجود است که عنوان آن دربارهٔ شش دستگاه اصل و شش دستگاه فرع است که یعنی تعداد دستگاه‌ها را ۶ یا ۱۲ برمی‌شمرد. دست آخر آن که حجاریان از شخصی با نام خانوادگی «پرورش» نام می‌برد که در سال ۱۹۳۸ در کتابی با نام «راهنمای موسیقی» با دستگاه خواندن بیات کرد و سایر آوازها، جمعاً سیزده دستگاه برمی‌شمرد. اما از سوی دیگر، حجاریان خود معتقد است که دستگاه‌ها برای «دستگاه بودن» نیاز دارند که یک «اوج» داشته باشند، و او آوازهایی نظیر شوشتری را به دلیل نداشتن اوج، دستگاه نمی‌داند. در همین راستا او همچنین اشاره می‌کند که اگر چه ردیف میرزاعبدالله و ردیف معروفی برای آواز بیات کرد اوج قائل نمی‌شوند، اما ردیف دوامی یک گوشهٔ اوج برای آن ذکر می‌کند و خودِ دوامی هم بیات کرد را در راه دستگاه شدن توصیف می‌کند.
از سوی دیگر، برخی تعداد دستگاه‌ها را کمتر می‌دانند و دستگاه‌هایی که از نظر مایه مطابقت دارند را مستقل از هم نمی‌شمارند. برای مثال، محمدرضا شجریان در مصاحبه‌ای که در سال ۱۳۶۲ با اکبر ناظمی انجام داده بود، اشاره می‌کند که خود به وجود پنج دستگاه اعتقاد دارد اگر چه اذعان می‌کند که تقسیم‌بندی رایج همان تقسیم‌بندی دوازده‌تایی (۱۲ آواز) یا هفت‌تایی (۷ دستگاه) است. داریوش طلایی نیز در مورد این که تمام دستگاه‌ها از طریق چهار مایهٔ اصلی به دست می‌آیند تحقیقات گسترده‌ای کرده‌است.
تقریباً تمام صاحب‌نظران معاصر، دستگاه شور را مهم‌ترین دستگاه موسیقی ایرانی می‌دانند و به آن «مادر همهٔ دستگاه‌ها» می‌گویند، زیرا چندین آواز از شور منشعب شده‌اند و حتی در دستگاه‌های دیگر نظیر نوا و سه‌گاه نیز تأثیر شور مشهود است. استثنای مهم در این زمینه، هرمز فرهت و داریوش صفوت هستند که دستگاه شور را به خاطر قدمت کمترش اصلی نمی‌دانند و در مقابل، دستگاه چهارگاه را به خاطر این که دو دانگ متقارن دارد، دستگاه اصلی می‌دانند.

### دستگاه شور
دستگاه شور مهم‌ترین دستگاه موسیقی ایرانی دانسته می‌شود و به آن «مادر همهٔ دستگاه‌ها» گفته می‌شود، زیرا چند آواز مهم از شور منشعب شده‌اند و حتی در دستگاه‌های دیگر نظیر نوا و سه‌گاه نیز تأثیر شور مشهود است. دستگاه شور بیش از دستگاه‌های دیگر مورد تحقیق بوده‌است، که از قدیمی‌ترین آن‌ها می‌توان به کتاب آواز شور اثر محمدتقی مسعودیه (منتشر شده در سال ۱۹۶۸) اشاره کرد. پس از تحول مقام به دستگاه، چند مقام در قالب گوشه‌هایی در دستگاه شور نگه داشته شده‌اند (از جمله رهاوی، بزرگ و حسینی)، و در تقسیم‌بندی ارائه شده توسط داریوش طلایی که تمام دستگاه‌ها را با کمک چهار دانگ اصلی توضیح می‌دهد، دانگ اول دستگاه شور یکی از این دانگ‌های بنیادین است. همچنین دستگاه شور از طریق گوشه‌های مختلفش راه برای پرده‌گردانی به دیگر دستگاه‌ها دارد (مثلاً گوشه‌های حسینی و رهاوی امکان تغییر از شور به نوا و برعکس را فراهم می‌کنند).
گام شور از نظر مُد، کوچک (مینور) محسوب می‌شود زیرا درجهٔ سوم، ششم و هفتم در مد شور به نسبت نت پایه دارای فاصلهٔ کوچک (شبیه گام کوچک غربی) هستند؛ فاصلهٔ این درجات را با اختلاف ربع پرده در درجهٔ دوم، می‌توان با فواصل درجات مدهای یونانی فریژین و ائولین، یا گام کوچک نظری (مینور تئوریک) منطبق دانست. این مقایسه صرفاً از نظر انطباق فواصل درجات گام صورت گرفته‌است وگرنه درجات گام‌های غربی، چه کوچک (مینور) و چه بزرگ (ماژور) نقشی ثابت دارند اما در موسیقی ایران بسته به احساس و روحیهٔ ایرانی، نقش درجات مدام در حال تغییر هستند. گام شور پایین‌رونده است؛ به این معنا که روند ملودی‌های شور اکثراً از بالا به پایین است.
درجهٔ پنجم گام شور، نت متغیر است. این درجه با فاصلهٔ یک پرده از درجهٔ چهارم تعریف می‌شود (مثلاً در شورِ سل، به صورت ر بکار)، اما در برخی گوشه‌های این درجه می‌تواند یک ربع پرده پایین‌تر آورده شود (مثلاً ر کرن) و با مقام حسینی مطابق می‌شود. اما در برخی گوشه‌ها و ملحقات دیگر شور (برای مثال در آواز ابوعطا) نت پنجم متغیر نیست و هرگز پایین آورده نمی‌شود، و دلیل آن که در بقیه پایین آورده می‌شود نیز مشخص نیست چنان‌که مثلاً در پیش‌درآمد شور علی‌اکبر شهنازی، در ابتدا این نت پایین آورده نمی‌شود اما در بخش دوم این پیش‌درآمد به یک‌باره این فاصله تغییر می‌کند. به هر حال، با توجه به فرودگاه دستگاه شور که در آن‌ها این درجه پایین آورده نمی‌شود می‌توان نتیجه گرفت که مد مبنا در دستگاه شور، آنی است که درجهٔ پنجمش پایین آورده نشده‌است. در ردیف میرزاعبدالله نیز در گوشه‌هایی همچون کرشمه و رهاوی (رهاب) هم فواصل مد مبنا و هم فواصل مد انتقالی به شکل تفکیک‌ناپذیر استفاده شده‌اند.
زمانی که درجهٔ پنجم شور ربع پرده پایین‌تر آورده شود، دانگ دوم شور (از درجهٔ چهارم تا هفتم) از نظر فواصل با دانگ اول شور یکسان می‌شود و «شور دوم» در این منطقه شکل می‌گیرد؛ از همین جهت است که برای دستگاه شور «مناطقی» تعریف می‌شود. دستگاه شور در سه منطقه اجرا می‌شود، که به ترتیب شور پایین، شور وسط، و شور بالا (یا اوج) نامیده می‌شوند. شور پائین وسعتی برابر یک فاصلهٔ چهارم درست دارد، یعنی همان دانگ اول دستگاه شور. درآمد شور در این منطقه اجرا می‌شود. شور وسط دانگ دوم دستگاه شور را می‌سازد و به دانگ اول متصل است به گونه‌ای که نت آخر دانگ اول، نت اول دانگ دوم است. گوشه‌هایی چون شهناز، گریلی، خارا، قجر و قرچه در این منطقه اجرا می‌شوند. در گوشه‌هایی نظیر «گلریز» و «بزرگ» درجهٔ هشتم به دانگ دوم افزوده می‌شود که باعث می‌شود وسعت دانگ دوم را تا فاصلهٔ پنجم بزرگ افزایش دهد؛ اینجاست که درجهٔ هشتم شور، محور ملودی (نت شاهد) می‌شود و زمینه برای اجرای شور بالا مهیا می‌شود. شور بالا (اوج) از درجهٔ هشتم آغاز می‌شود و دانگ سوم دستگاه شور را تشکیل می‌دهد. بین دانگ سوم (شور بالا) و دانگ دوم (شور وسط) یک پرده فاصله است؛ به عبارتی دیگر، دانگ سوم همان دانگ اول است با این تفاوت که یک اکتاو بالاتر اجرا می‌شود. گوشهٔ حسینی در این دانگ اجرا می‌شود. هر سه منطقه (دانگ) از نظر فاصله برهم منطبق هستند به گونه‌ای که فواصل میانی هر دانگ دو فاصلهٔ دوم نیم‌بزرگ و یک فاصلهٔ دوم بزرگ هستند.

### متعلقات شور
آواز ابوعطا از درجهٔ دوم شور ساخته می‌شود. نت شروع و نت ایست ابوعطا، درجهٔ دوم شور است. درجهٔ چهارم نت شاهد است و می‌تواند به عنوان نت آغاز هم استفاده شود. درجهٔ پنجم شور در این آواز نت متغیر نیست و بیشتر آواز در فاصلهٔ درجهٔ دوم تا درجهٔ چهارم شور اجرا می‌شود. درجهٔ سوم شور در این آواز بسیار اجرا می‌شود اما فقط به عنوان‌گذاری بین درجات دوم و چهارم. آواز بیات ترک از درجهٔ سوم شور ساخته می‌شود؛ به آن معنا که نت شاهد در آواز بیات ترک، درجهٔ سوم دستگاه شور است. در خود دستگاه شور، درجهٔ سوم کمتر مورد استفاده قرار گرفته اما در بیات ترک، این درجه، مایهٔ اصلی محسوب می‌شود. تصنیف اندک اندک اثر شهرام ناظری، یکی از آثار ساخته شده در آواز بیات ترک است. آواز افشاری از درجهٔ چهارم شور ساخته می‌شود؛ به این معنا که نت شاهد در آواز افشاری، درجهٔ چهارم دستگاه شور است. نت ایست در روی درجهٔ دوم و توقف و خاتمه، روی نت زیر پایهٔ شور است و در واقع حالتی شبیه به گوشهٔ رهاب دارد. آواز دشتی از درجهٔ پنجم شور ساخته می‌شود؛ به این معنا که شاهد آواز دشتی، درجهٔ پنجم دستگاه شور است. نت شروع آواز دشتی درجهٔ سوم شور است و نت شاهد آن درجهٔ پنجم شور، که در عین حال نت متغیر هم هست، و نت ایست دشتی نت پایهٔ شور است.

## رابطهٔ دستگاه‌ها
در بیشتر منابع معاصر (در سدهٔ ۲۱ میلادی)، تعداد دستگاه‌های موسیقی ایران هفت عدد ذکر شده اما از لحاظ آناتومی (ترتیب و نوع فاصله‌ها) این دستگاه‌ها کمتر از هفت نوع دانسته می‌شوند. به عقیدهٔ علینقی وزیری، رفتار و حالات دستگاه راست پنجگاه مانند ماهور است و رفتار و حالات دستگاه نوا نیز مانند شور است، که یعنی دستگاه‌ها را می‌توان در پنج خانوادهٔ اصلی طبقه‌بندی کرد. برونو نتل نیز همین دیدگاه را تأیید می‌کند، و ژان دورینگ هم اگر چه خود به شش یا هفت گام اعتقاد دارد، اما از روح‌الله خالقی چنین نقل می‌کند که وی نیز پنج گام اصلی برای دستگاه‌ها برمی‌شمرد. از سوی دیگر، داریوش طلایی در تحقیقاتش به این نتیجه رسیده که با شکستن هر دستگاه به دو دانگ می‌توان تمام ساختارهای مُدال موسیقی ایرانی را با استفاده از تنها چهار دانگ (شور، چهارگاه، ماهور، و نوا/دشتی) طبقه‌بندی کرد. محمدرضا لطفی نیز هویت هر دستگاه را در دانگ اول آن می‌داند و می‌نویسد که دانگ اول هر دستگاه غیرقابل تغییر است چون با تغییر آن، ماهیت دستگاه تغییر می‌کند.
برونو نتل در کتاب «ردیف موسیقی ایرانی» (چاپ ۱۹۷۸ میلادی) می‌نویسد که بیشتر منابع معاصر در آن زمان (اواخر سدهٔ ۲۰ میلادی) دستگاه‌ها را دوازده مورد می‌دانند، اگر چه برخی از منابع قدیمی‌تر پنج‌تای آن‌ها را در غالب «آوازها» یا «متعلقات» بر می‌شمرند و وابسته به یک دستگاه دیگر می‌دانند (مثل بیات اصفهان به عنوان متعلقات همایون، یا افشاری و بیات ترک به عنوان مشتقات شور). او همچنین ذکر می‌کند برخی منابع سیزده دستگاه بر می‌شمرند، چرا که یا بیات کرد یا آواز شوشتری را به عنوان یک دستگاه یا آواز مستقل بر می‌شمرند (که به ترتیب از دستگاه شور و همایون جدا شده‌اند). در مقابل، او معتقد است که راست و پنجگاه در عمل دو دستگاه جدا بوده‌اند که به هم پیوسته‌اند و آنچه امروز «راست‌پنجگاه» نامیده می‌شود را شکل داده‌اند.
به عقیدهٔ وزیری، فاصله‌های چهارم درست و پنجم درست در مد تمام دستگاه‌ها وجود دارند، و آنچه باعث تفاوت مد آن‌ها می‌شود گوناگونی سایر درجات است.